# Hort de Sant Rafel Arcàngel
L'Hort de Sant Rafel Arcàngel és una obra d'Alcanar (Montsià) inclosa a l'Inventari del Patrimoni Arquitectònic de Catalunya.

## Descripció
Enfront l'accés a les Cases d'Alcanar, des de la N-340, a uns 400m. de la carretera hi ha una construcció amb dos cossos adossats; un té planta i pis, amb un rafal al davant que serveix com a terrassa del primer pis (rafal modern de formigó); el segon cos és només d'un nivell, utilitzat com a magatzem. Tots dos estan coberts amb teulada a doble vessant.
Les obertures són amb llindes o amb arcs escarsers, només amb un emmarcament de pedra. A la dreta de la casa, adossada hi ha una gran bassa utilitzada per regar tarongers. La sínia que l'abasteix és actualment un mecanisme a motor, part del qual queda dintre del magatzem.
A la part del darrere hi ha patis descoberts, i a un d'ells un alt fumeral de secció quadrada i fet amb maó, a la base del qual hi ha un forn, ara en desús.
El material de construcció són la maçoneria i el maó, ara arrebossats i emblanquinats. La façana abans estava pintada de blau.